# Olympische Sommerspiele 1976/Teilnehmer (Singapur)
| Gelbes Symbol für Goldmedaillen mit stilisierten Olympischen Ringen | Graues Symbol für Silbermedaillen mit stilisierten Olympischen Ringen | Braundes Symbol für Bronzemedaillen mit stilisierten Olympischen Ringen |
| ------------------------------------------------------------------- | --------------------------------------------------------------------- | ----------------------------------------------------------------------- |
| —                                                                   | —                                                                     | —                                                                       |

Singapur nahm an den Olympischen Sommerspielen 1976 in der kanadischen Stadt Montreal mit vier Sportlern, drei Männer und eine Frau, in vier Sportarten teil.

## Teilnehmer nach Sportarten

### Gewichtheben
Männer
- Chua Koon Siong
Federgewicht: 12. Platz

### Judo
Männer
- Koh Eng Kian
Halbschwergewicht: 18. Platz

### Leichtathletik
Frauen
- Chee Swee Lee
800 m: Rennen im Vorlauf nicht beendet

### Schießen
Männer
- Frank Oh
Trap: 40. Platz